# Ingeborg Tepperwien
Ingeborg Tepperwien (* 7. April 1945 in Bad Sulza) ist eine deutsche Juristin und ehemalige Richterin am Bundesgerichtshof.

## Leben
Tepperwien studierte Rechtswissenschaften an der Freien Universität Berlin und Universität Tübingen. Sie war von 1969 bis 1973 wissenschaftliche Mitarbeiterin von Horst Schröder in Tübingen. 1972 wurde sie promoviert. Tepperwien war von 1974 bis 1992 im Berliner Justizdienst tätig. Zunächst war sie als Richterin auf Probe am Landgericht Berlin und am Amtsgericht Tiergarten tätig, bevor sie 1977 zur Richterin beim Landgericht Berlin ernannt wurde. Nachdem sie neun Monate an das Kammergericht in den Senat für Kartellrecht abgeordnet war, wurde sie 1987 Vorsitzende einer Jugend- und Jugendschutzkammer am Landgericht Berlin.
Nach ihrer 1992 erfolgten Wahl zur Richterin am Bundesgerichtshof war sie zunächst Mitglied des 4. Strafsenats. Anschließend wirkte sie im 5. Strafsenat und im Kartellsenat mit. Seit 2001 war sie Vorsitzende des 4. Strafsenats. Neben dem Vorsitz des 4. Strafsenates war sie Mitglied des Großen Senats des Bundesgerichtshofes für Strafsachen und zuletzt auch Vorsitzende des Großen Senates. Am 30. April 2010 trat sie in den Ruhestand.

## Wirken
Am Bundesgerichtshof war Tepperwien maßgeblich an der Entwicklung der höchstrichterlichen Rechtsprechung zum gefährlichen Eingriff in den Straßenverkehr und zum räuberischen Angriff auf Kraftfahrer beteiligt. Zu den bekanntesten der unter ihrem Vorsitz verhandelten Fälle gehörten der Tod Oury Jallohs und der Fall Pascal. Tepperwien begründete als Vorsitzende der 18. Strafkammer im vierten Verfahren des spektakulären Schmücker-Prozesses am 28. Januar 1991 die Einstellung wegen der „Mitwirkung und Einwirkung des Landesamtes für Verfassungsschutz“. Damit fand der längste Prozess, den die Bundesrepublik bis dahin erlebt hatte, ein Ende.
Neben der richterlichen Tätigkeit gehörte sie der Ständigen Deputation des Deutschen Juristentages an und veröffentlichte Fachaufsätze zu strafverfahrensrechtlichen Fragen.